# Christos Homenidis
Christos Homenidis, född 1966, är en grekisk författare och skådespelare.

## Roller (i urval)
- (2001) - I Foni TV-serie
- (2000) - Mavro Gala